# Paul Daumont
Paul Daumont (ur. 1 września 1999 w Bangi) – burkiński kolarz szosowy. Olimpijczyk (2020).

## Osiągnięcia
Opracowano na podstawie:

2019
- 2. miejsce w mistrzostwach Burkiny Faso (start wspólny)

2020
- 1. miejsce na 2. i 5. etapie Grand Prix Chantal Biya

2021
- 1. miejsce w klasyfikacji punktowej Tour du Cameroun
  - 1. miejsce na 2. i 8. etapie
- 1. miejsce w mistrzostwach Burkiny Faso (start wspólny)

2021
- 1. miejsce w klasyfikacji młodzieżowej Tour du Cameroun

## Rankingi
| Rok             | 2018  | 2019 | 2020 | 2021 | 2022  | 2023 | 2024  |
| --------------- | ----- | ---- | ---- | ---- | ----- | ---- | ----- |
| World Ranking   | 1894. | 841. | -    | 544. | 1100. | 589. | 1130. |
| UCI Africa Tour | 128.  | 44.  | -    | 19.  | 56.   | 27.  | -     |
|                 |       |      |      |      |       |      |       |
| Źródło: UCI     |       |      |      |      |       |      |       |